# Невъзможна фигура
Невъзможната фигура (срещано също като невъзможни обект / тяло / форма) или неразрешима фигура е вид оптична илюзия.
Представлява фигура, приличаща на пръв поглед на проекция на обикновен 3-измерен обект, като при внимателно разглеждане се виждат противоречиви съединения на елементи на фигурата. Това е следствие от простата причина, че човешкият мозък чрез зрителната система подсъзнателно възприема 2-измерната рисунка за изображение на 3-измерен обект. В резултат се стига до извод за невъзможност за съществуване на такова тяло в 3-измерното пространство.
Всъщност тела, представени чрез „невъзможни“ фигури, могат да съществуват в реалния свят. Редица любители на загадки търсят (и нерядко успяват) да открият на кои възможни 3-измерни обекти представляват проекции изобразяваните фигури, както и да изработят реални тела, които при проектиране в равнина да изглеждат невъзможни. При поглед към такъв обект от определена точка той изглежда невъзможен, но от друга гледна точка ефектът на невъзможност се губи.
Най-известните невъзможни фигури са: невъзможен триъгълник, безкрайни стълби, невъзможен тризъбец, невъзможен куб.
Сред известните създатели на невъзможни фигури е шведският художник Оскар Реутерсвард (Oscar Reutersvärd, 1915-2002), нарисувал хиляди от тях. Голяма известност придобиват невъзможните фигури, когато ги изобразява на литографиите си нидерландският художник Мориц Корнелис Ешер.
Направлението в изобразителното изкуство, състоящо се в изобразяване на невъзможни фигури, се нарича „имп-арт“ (от impossible art).
- Пентаграм на Пенроуз
- Невъзможна кубична конструкция
- Същата конструкция от друг ъгъл
- Невъзможно тяло